# Вулиця Хортицька (Львів)
Вулиця Хортицька — вулиця у Сихівському районі міста Львова. З'єднує проспект Святого Івана Павла ІІ з вулицею Персенківкою.

## Історія та забудова
Названа так 1993 року, до цього часу називалася Хуторівка бічна.
Забудова вулиці — промислова.